# Hyperion Entertainment
Hyperion Entertainment es una empresa belga con sede en Bruselas que se fundó en marzo de 1999 interesada en el mundo de los juegos en la naciente red de redes, internet. Inicialmente se centró en portar juegos conocidos a MacOS, Linux y Amiga. Más tarde, desarrolló el conocido programa AmigaOS.

## Sistema operativo AmigaOS
En 2001, la empresa comenzó a trabajar en el entorno Amiga Inc. junto con un grupo de desarrolladores, principalmente voluntarios, desarrollando posteriormente el sistema operativo AmigaOS para hardware basado en PowerPC. El sistema estuvo disponible por primera vez para AmigaOne a través de la empresa británica Eyetech.
En 2007, Hyperion fue demandado por Amiga, Inc. por infracción de marca registrada en el Tribunal del Distrito Oeste de Washington. El pleito duró varios años. Hyperion y Amiga, Inc. llegaron a un acuerdo el 30 de septiembre de 2009. A Hyperion se le concedió una licencia exclusiva para desarrollar y comercializar AmigaOS 4 y versiones posteriores bajo el nombre AmigaOS.
En 2009, Hyperion cambió su estatus legar de sociedad comercial (VOF) a sociedad de responsabilidad limitada (CVBA). A cargo de la empresa estaban entonces Ben Hermans y Timothy de Groote.
Desde 2009, Hyperion posee los derechos de AmigaOS4. Además de una versión "Classic" para las tarjetas turbo PowerPC de los Commodore Amigas, ahora también hay versiones para las placas base de las series SAM440 y Sam460 (AmigaOne 500) de ACUBE Systems y para las Pegasos -II de Genesi. Además, AmigaOne X1000, X5000 y A1222 son compatibles con A-Eon.
El 27 de enero de 2015, Hyperion Entertainment fue declarada insolvente. Ben Hermans declaró que era un error y que la compañía reclamaría. En efecto, la declaración de insolvencia fue revocada el 2 de abril de ese año.

## Puerto de juego (selección)

### AmigaOS
- Gorki 17
- Heretic 2
- Quake 2
- shogo: Mobile Armor Division
- Conflict: Freespace

### Linux
- Gorki 17
- Shogo: División de Blindados Móviles
- SiN

### Sistema operativo Mac
- Shogo: División de Blindados Móviles